# James Fjong
James Fjong är huvudpersonen i en tecknad komisk pornografisk serie från 1970-talet om en sexmissbrukande man från Stockholm med stor haka och penis. Serien gick bland annat i porrtidningen Piff från H-son förlag samt sexserietidningen Nana International. Uttrycken "Isch!", "Ynf!" och "Jävelberg!" är några av seriefigurens uttryck..
Fjong tecknades av pseudonymen Leffe, eg. Leif Rundqvist.